# Flata artemisiac
Flata artemisiac är en insektsart som beskrevs av Becker 1865. Flata artemisiac ingår i släktet Flata och familjen Flatidae. Inga underarter finns listade i Catalogue of Life.